# Ministerio de Agricultura y Ganadería (Costa Rica)
El Ministerio de Agricultura y Ganadería de Costa Rica (MAG) es el ministerio del gobierno de Costa Rica encargado de supervisar, fomentar e impulsar la producción agrícola y ganadera del país. Desde septiembre de 2022, su titular es Víctor Carvajal Porras.

## Historia
En 1903, durante la administración de Ascensión Esquivel Ibarra, se crea la Sociedad Nacional de Agricultura (SNA), organización de carácter privado con apoyo económico del Estado. En 1910, bajo la dirección del ingeniero agrícola Enrique Jiménez Núñez, se crea el Departamento de Agricultura, dependiente de la Secretaría de Fomento, el cual utilizó los recursos de la Sociedad Nacional de Agricultura reemplazando al Instituto Físico Geográfico Nacional, y en 1911, el Departamento entra en funciones. 
El 30 de diciembre de 1914, se crean las Juntas Rurales de Crédito Agrícola, organizadas por medio del Banco Internacional de Costa Rica.
En 1928, por medio de la Ley n.° 33, se crea la Subsecretaría de Agricultura y Ganadería, sucesora del Departamento de Agricultura y dependiente de la Secretaría de Fomento hasta el año 1942. Posteriormente, se constituye el Centro Nacional de Agricultura, organismo dependiente de la Escuela Nacional de Agricultura y del Departamento de Agricultura. En 1940 se separa a la Escuela Nacional de Agricultura para transformarla en la Facultad de Agronomía de la recién fundada Universidad de Costa Rica (UCR).
En 1942, la Secretaría de Agricultura y Ganadería se separa de la Secretaría de Fomento y comienza a trabajar de forma independiente. En ese mismo año, se funda en Turrialba el Instituto Interamericano de Ciencias Agrícolas (IICA), instituto dedicado a la enseñanza de la agronomía. En 1948, se crea la Oficina del Café, adscrita al Ministerio de Economía.
El 7 de noviembre de 1949, mediante la redacción de la Constitución Política, se crea el Ministerio de Agricultura e Industria, reemplazando a la Secretaría de Agricultura y Ganadería. Posteriormente, en 1960, por medio de la Ley n.° 2656, el Ministerio de Agricultura e Industria cambia su nombre al de Ministerio de Agricultura y Ganadería, y se separa de las funciones de industria, geología y minas, designadas anteriormente con la fundación del Ministerio.
En 1965, se realiza una reforma agraria integral y se conforma la Comisión Nacional de Investigaciones Agrícolas, y en 1966 se crea el Consejo Agropecuario Nacional (CAN), órgano asesor del Ministerio para la coordinación de las actividades de las organizaciones del sector agropecuario. En 1970, se crearon seis Centros Agrícolas Regionales y el Departamento de Riego y Drenaje, el cual posteriormente dio origen al Servicio Nacional de Aguas Subterráneas, Riego y Avenamiento (SENARA).
En 1978, se crea la Oficina de Planificación Sectorial Agropecuaria (OPSA), que posteriormente dio origen a la Secretaría de Planificación Sectorial Agropecuaria (SEPSA), y en 1979, se crea la Oficina Nacional de Semillas, organismo dependiente del Ministerio.
En 1981, mediante un convenio entre el Ministerio y la Universidad de Costa Rica, se crea el Laboratorio de Control de Calidad de Alimentos Animales del CINA. En 1983 se crea la Dirección de Mercadeo Agropecuario. En este mismo año, el Área de Riego y Drenaje se separa del Ministerio para fundar el SENARA.
En 1990, sale el Área Forestal, Vida Silvestre, Parques Nacionales y el Instituto Meteorológico Nacional, para conformar el actualmente disuelto Ministerio de Recursos Naturales, Energía y Minas, y en 1994, el Ministerio sufre de una reestructuración que provoca la salida del Área de Mercadeo Agropecuario para conformar Mercadeo Agropecuario del Consejo Nacional de Producción (CNP) y del Área de Pesca y Acuacultura, para conformar el Instituto Costarricense de Pesca y Acuicultura (INCOPESCA). Posteriormente, en 1995, sale del Ministerio el Área de Caña de Azúcar, el cual es absorbido por la Liga Agrícola Industrial de la Caña de Azúcar (LAICA).
En 1997, se funda el Servicio Fitosanitario del Estado (SFE), organismo dependiente del Ministerio de Agricultura y Ganadería encargado del control y regulación del intercambio comercial de productos agrícolas. En 1998, sale del Ministerio el Área del Café, la cual es absorbida por el Instituto del Café de Costa Rica (INCAFE). En 2006, se crea el Servicio Nacional de Salud Animal (SENASA), organismo dependiente del Ministerio, a partir de la Dirección de Salud Animal.

## Funciones
El Ministerio de Agricultura y Ganadería de Costa Rica, de acuerdo con su Ley Orgánica del 29 de abril de 1987, tiene como misión el desarrollo agropecuario y rural, en función del mejoramiento económico y social del país, de la calidad de vida de sus habitantes y la preservación de los recursos naturales, por medio de la ejecución de procesos de generación y transferencia de tecnología, la formulación y operacionalización de políticas agropecuarias y la emisión y aplicación de normas fito y zoo-sanitarias. Tiene entre algunas de sus funciones:
- Promover la integración de acciones y planes de las instituciones del Sector Agropecuario.
- Facilitar los procesos de adopción de tecnologías agropecuarias, con énfasis en las necesidades de los productores y productoras y su inserción en las cadenas agroalimentarias.
- Promover cambios en los productores y productoras agropecuarios, sus familias y sus organizaciones tendientes a fortalecer su gestión productiva, económica, social y ambiental.
- Planificar, elaborar e implementar los programas agropecuarios a nivel regional y nacional, para mejorar la prestación de los servicios al productor y productora, tomando en consideración la articulación interinstitucional y sectorial, así como la participación de los grupos y comunidades organizadas.
- Promover el desarrollo de un Sistema Nacional de Generación y Transferencia de Tecnología Agropecuaria, que permita la obtención de tecnología apropiada, más endógena y menos dependiente de los recursos externos.
- Apoyar los procesos de negociaciones comerciales del país en materia agropecuaria, en la búsqueda para incrementar los niveles de competitividad de las exportaciones agropecuarias y de contribuir eficazmente al desarrollo de la economía nacional.
- Contribuir en el desarrollo agropecuario del país, por medio de impulso de políticas, planes y programas de crédito, fomento a la producción de alimentos y mejoramiento de los procesos de comercialización y procesamiento de los productos agropecuarios.
- Impulsar las acciones de coordinación y cooperación necesarias para el desarrollo de las comunidades rurales en materia de salud, educación e infraestructura, principalmente, como prerrequisitos esenciales del desarrollo del agro.
- Evaluar los efectos de las políticas económicas del país en el sector agropecuario, principalmente en sus dimensiones económicas y sociales, ambientales en función de ello formular políticas, planes y programas complementarios y compensatorios.
- Apoyar la formulación de políticas, planes y programas tendientes a la preservación de los recursos naturales, el mejoramiento general del ambiente y el desarrollo sostenible de la sociedad en conjunto.

## Estructura
El Ministerio de Agricultura y Ganadería se estructura en los siguientes órganos y dependencias:
- La Dirección de Extensión Agropecuaria.
  - Departamento de Información y Comunicación Rural
  - Departamento de Emprendimiento Rural
  - Departamento de Producción Agroambiental
  - Departamento de Producción Orgánica
- La Dirección Administrativa Financiera.
  - Departamento de Recursos Humanos
  - Departamento Financiero
  - Departamento de Proveeduría

Además cuenta con 6 órganos adscritos y dependientes: El Servicio Nacional de Salud Animal (SENASA), el Servicio Fitosanitario del Estado, la Junta de Fomento Avícola, el Instituto de Innovación y Transferencia de Tecnología Agropecuaria (INIA), la Junta de Fomento Porcino, y el Consejo Nacional de Clubes 4-S.